# خالد حماد
خالد حماد، هو مؤلف موسيقي وملحن ومخرج سينمائي ومنتج. من مواليد 24/4/1971 «أوكرانيا - الاتحاد السوفييتي» من أب مصري وأم روسية الأصل. يحمل الجنسية المصرية وكذلك الجنسية الروسية.
تخرج من المعهد العالي للموسيقى الكونسرفتوار قسم تأليف وقيادة بتقدير عام جيد جداً عام 1995، ثم التحق بـ المعهد العالي للسينما (مصر) قسم إخراج، وتخرج بتقدير عام جيد جداً مع مرتبة الشرف عـام 2000 
قام بإخراج أكثر من فيلم تسجيلى وروائي قصير منها: عبد الله والبحر، عليك واحد، شجرة التوت. ولم يحترف الإخراج إلى الآن.
اشترك منذ الطفولة في نشاطات فنية مختلفة في عدة مجالات ومنها الموسيقى من خلال العزف وتكوين وقيادة فرق موسيقية والتمثيل من خلال التحاقة بـ «المسرح القومي للأطفال - مصر». في مرحلة الدراسة الثانوية، وكذلك بعض الأعمال في الدراما التلفزيونية والسينما.
بدأ عملياً بتأليف موسيقى مشاريع تخرج معهد السينما وكذلك موسيقى البرامج التلفزيونية والإعلانات وغيرها منذ دراسته بـ المعهد العالي للموسيقى "الكونسيرفتوار" بالقاهرة - مصر.
يعمل في عدة مجالات مرتبطة بالفن والإعلام. بالإضافة للتأيف الموسيقي والإخراج، عمل وطور في مجال الصوت والمكساج والدوبلاج والخدمات الإنتاجية في السينما والتلفزيون.. وقام بالعمل في مجال الإعلام الفني وذلك عن طريق قيامة بابتكار وإنشاء موقع إيجي فيلم الإلكتروني الخاص بأخبار السينما والتلفزيون والفن «عام 2001» ثم مجلة إيجي فيلم «النسخة الورقية» في فترة لاحقة، كما قام بإنتاج وتصميم وكتابة عدد من البرامج التلفزيونية.
حائز على عدة جوائز في مجال الموسيقى وفي مجال الإخراج.
- - - -
عضو جمعية المؤلفين والملحنين الدولية SACEM.
عضو نقابة المهن الموسيقية.
عضو نقابة المهن السينمائية.
الأعمال الموسيقية
موسيقى أفلام روائية طويلة:
- 1 -	«ضحك ولعب وجد وحب» للمخرج «طارق التلمسانى».
- 2 -	«صعيدي في الجامعة الأمريكية» للمخرج «سعيد حامد».
- 3 -	«العشق و الدم» للمخرج «أشرف فهمي».
- 4 -	«همام في أمستردام» للمخرج «سعيد حامد».
- 5 -	«شورت و فانلة و كاب» للمخرج «سعيد حامد».
- 6 -	«الجسر» للمخرج «عمرو بيومي».
- 7 -	«بليه و دماغه العالية» للمخرج «نادر جلال».
- 8 -	«رشة جريئة» للمخرج «سعيد حامد».
- 9 -	«فيلم ثقافي» للمخرج «محمد أمين».
- 10 -	«أصحاب ولا بيزنس» للمخرج «علي ادريس».
- 11 -	«غبي منه فيه» للمخرج «رامى إمام».
- 12 -	«أمير الظلام» للمخرج «رامى إمام».
- 13 -	«اللي بالى بالك» للمخرج «وائل إحسان».
- 14 -	«بوحة» للمخرج «رامى إمام».
- 15 -	«التجربة الدنماركية» للمخرج «علي ادريس».
- 16 -	«رحلة حب» للمخرج «محمد النجار».
- 17 -	«بحبك و أنا كمان» للمخرج «محمد النجار».
- 18 -	«كلم ماما» للمخرج «أحمد عواض».
- 19 -	«صاحب صاحبه» للمخرج «سعيد حامد».
- 20 -	«أحلى الأوقات» للمخرجة «هاله خليل».
- 21 -	«حرب أطاليا» للمخرج «أحمد صالح».
- 22 -	«أفريكانو» للمخرج «عمرو عرفة».
- 23 -	«معالي الوزير» للمخرج «سمير سيف».
- 24 -	«55 إسعاف» للمخرج «مجدي الهواري».
- 25 -	«فرح» للمخرج «أكرم فريد».
- 26 -	«عمارة يعقوبيان» للمخرج «مروان حامد».
- 27 -	«آخر الدنيا» للمخرج «أمير رمسيس».
- 28 -	«الشبح» للمخرج «عمرو عرفة».
- 29 -	«نقطة رجوع» للمخرج «حاتم فريد».
- 30 -	«كلاشينكوف» للمخرج «رامي إمام».
- 31 -	«طباخ الريس» للمخرج «سعيد حامد».
- 32 -	«على جنب يا أسطى» للمخرج «سعيد حامد».
- 33 -	«عزبة آدم» للمخرج «محمود كامل».
- 34 -	«الفرح» للمخرج «سامح عبد العزيز».
- 35 -	«العالمي» للمخرج «أحمد مدحت».
- 36 -	«الكبار» للمخرج «محمد العدل».
- 37 -	«كلمني شكرا» للمخرج «خالد يوسف».
- 38 -	«شعبان الفارس» للمخرج «شريف عابدين».
- 39 -	«إذاعة حب» للمخرج للمخرج«أحمد سمير فرج».
- 40 -	«سمير و شهير و بهير» للمخرج «معتز التوني».
- 41 -	«فاصل و نعود» للمخرج «أحمد نادر جلال».
- 42 -	«الاَنسه مامي» للمخرج «وائل أحسان».
- 43 -	«برتيتا» للمخرج «شريف مندور».
- 44 -	«بتوقيت القاهرة» للمخرج «أمير رمسيس».
- 45 -	«كابتن مصر» للمخرج «معتز التوني».
- 46 - «عنتر ابن ابن ابن شداد» للمخرج «شريف إسماعيل».
- 47 - «الفندق» للمخرج «عاطف شكري».
- 48 - «بيت الروبي» للمخرج «بيتر ميمي»

موسيقى تصويرية لمسلسلات:
- -	«أوان الورد» بطولة «يسرا» و«هشام عبد الحميد» للمخرج «سمير سيف».
- -	«النساء قادمون» بطولة «حسين فهمي» و«هاله فاخر» للمخرج «حسن بشير».
- -	«ملك روحي» بطولة «يسرا» و«أحمد عز» للمخرج «مجدي أبو عميرة».
- -	«لقاء على الهوا» بطولة «يسرا» و«سامي العدل» للمخرج «محمد النجار».
- -	«خاص جداً» بطولة «يسرا» للمخرجة «غادة سليم».
- -	«قانون المراغي» بطولة «خالد الصاوي» للمخرج «أحمد عبد الحميد».
- -	«خاتم سليمان» بطولة «خالد الصاوي» للمخرج «أحمد عبد الحميد».
- -	"العقرب" بطولة منذر رياحنه "للمخرج «نادر جلال».
- -	«العراف» بطولة «عادل إمام» للمخرج«رامي إمام».
- -	«نقطة ضعف» بطولة «جمال سليمان» و «رانيا فريد شوقي» للمخرج «أحمد شفيق».
- -	«صاحب السعادة» بطولة «عادل إمام» للمخرج «رامي إمام».
- -	«تفاحة آدم» بطولة «خالد الصاوي» للمخرج«علي إدريس».
- -	«أزمة نسب» بطولة «زينة» و«محمود عبد المغني» للمخرج «سعيد حامد».
- -	«كلمة سر» بطولة «لطيفة» و «هشام سليم» للمخرج «سعد هنداوي».
- -	عوالم خفية ٢٠١٨ «إخراج رامي إمام».
- -	فالنتينو ٢٠٢٠ إخراج رامي إمام.
- -	مسلسل الطاووس ٢٠٢١ إخراج «رؤوف عبد العزيز».
- -	مسلسل نجيب زاهي زركش ٢٠٢١ إخراج «شادى الفخرانى».

موسيقى تصويرية لمسرحيات:
- -	موسيقى تصويرية وأغاني مسرحية «تحب تشوف مأساة» بطولة «نور» و «مصطفى شعبان» تأليف «لينين الرملي» وإخراج «خالد جلال».. المسرح القومي.

موسيقى البرامج التلفزيونية:
- قام بوضع الموسيقى للعديد من البرامج الإذاعية والتلفزيونية.. وأبرزها موسيقى برنامج «عالم سمسم» (الموسم الأول) حيث كان المسؤل الفني لموسيقى هذا العمل Musical Director .

و ذلك بعد أن أن قام مع فريق العمل المصري لهذا المشروع بعمل ورشة خاصة بهذا البرنامج في مدينة نيويورك «بالولايات المتحدة الأمريكية» في أكتوبر 1998
- - - -
الشهادات والجوائز في الموسيقى:
- •	شهادة تقدير في الموسيقي من جمعية الفيلم عن فيلم «ضحك ولعب وجد وحب» عام 1994.
- •	جائزة أحسن موسيقي تصويرية من جمعية الفيلم عن «فيلم ثقافي» عام 2001.
- •	شهادة تقدير من قناة النيل للدراما عن الأداء المتميز في مجال العمل الدرامي في شهر رمضان المبارك عام 2001.
- •	شهادة تقدير من قناة النيل للدراما عن الأداء المتميز في مجال العمل الدرامي في شهر رمضان المبارك عام 2003.
- •	جائزة أحسن موسيقي التصويرية من مهرجان الإسكندرية السينمائي الدولي عام 2002 عن فيلم «العشق والدم» إخراج «أشرف فهمي»
- •	جائزة الدولة التشجيعية في الفنون عام 2002.
- •	جائزة أحسن موسيقي تصويرية من جمعية الفيلم عن «فيلم عمارة يعقوبيان» لعام 2007.

- - - - -
الشهادات والجوائز في الإخراج
- •	الجائزة الفضية للأفلام السينمائية الطويلة والقصيرة من مهرجان القاهرة الحادي عشر لسينما الأطفال: المسابقة الدولية" عن فيلم «شجرة التوت» 20 مارس 2001.
- •	الجائزة الذهبية للأفلام العربية السينمائية الطويلة والقصيرة من مهرجان القاهرة الحادي عشر لسينما الأطفال عن فيلم «شجرة التوت» 20 مارس 2001.
- •	شهادة تقدير من الجامعة التونسية لنوادي السينما «أيام تونس الدولية للفيلم القصير 2001» عن فيلم «شجرة التوت».
- •	شهادة تقدير من لجنة تحكيم جائزة «محمد شبل» عن فيلم «شجرة التوت» عام 2001.
- •	 جائزة لجنة التحكيم عن فيلم «شجرة التوت» من المهرجان القومي السابع للسينما المصرية المسابقة الثالثة والعشرون للأفلام التسجيلية والقصيرة أغسطس 2001.

## روابط خارجية
- خالد حماد على موقع IMDb (الإنجليزية)